# Дикий Євген Олександрович
Євге́н Олекса́ндрович Ди́кий (нар. 28 серпня 1973, Київ) — український науковець, публіцист, військовослужбовець та громадський діяч. Учасник війни на сході України, у 2014 році виконував обов'язки заступника командира взводу у 24-му батальйоні територіальної оборони «Айдар», демобілізований влітку 2014 року. З лютого 2018 року очолює Національний антарктичний науковий центр.

## Життєпис
Народився 28 серпня 1973 року в Києві. Закінчив середню школу № 25 м. Києва.
У 1995 році волонтерив у Російсько-чеченській війні на боці Ічкерії.
Закінчив біологічний факультет Київського університету ім. Т. Г. Шевченка 1997 року й аспірантуру в Києво-Могилянській академії 2001 року за спеціальністю «Екологія».
У 2001—2008 роках працював старшим викладачем кафедри екології, заступником декана природничого факультету Києво-Могилянської академії. У 2007 році захистив дисертацію кандидата біологічних наук на тему «Сукцесії донної рослинності шельфу південно-східного Криму» за спеціальністю «Гідробіологія».
У 2008—2010 роках — заступник голови Української молодіжної екологічної ліги.
У 2010—2011 роках працював старшим науковим співробітником Національної академії наук України.
У 2012—2014 роках старший науковий співробітник Центру міждисциплінарних досліджень Національного педагогічного університету імені М. Драгоманова. Стажувався в Скандинавії та Німеччині в межах співпраці з їхніми університетами. Розробляв проєкт «Зелений університет».

### Війна на сході України
У травні 2014 року пішов добровольцем на війну на Донбасі. Виконував обов'язки командира роти батальйону «Айдар». Влітку 2014 року брав участь у боях під Луганськом, Новосвітлівкою, Хрящуватим.

### Демобілізація
Демобілізований через бойову травму.
Під час перебування на реабілітації навесні 2015 читав лекції з методів протидії гібридній війні РФ у Литовській військовій академії ім. Генерала Жемайтіса, на основі яких написав підручник «Гібридна війна РФ в Україні: досвід для Балтії». Книгу перекладено російською, литовською та англійською мовами, з 2015 використовується як підручник при підготовці офіцерів країн Балтії.
З квітня 2015 року працював заступником директора Українського наукового центру екології моря.
З березня 2016 по травень 2018 року виконував обов'язки директора Українського науково-дослідного протичумного інституту ім. І. І. Мечникова.

### Антарктичний центр
У лютому 2018 року Євген Дикий призначений виконувачем обов'язків директора Національного антарктичного наукового центру, який оперує українською науковою станцією «Академік Вернадський» в Антарктиді.
8 серпня 2019 року Євгена Дикого обрали директором Національного антарктичного наукового центру. Вперше директора центру не призначали, а обирали голосуванням науковців, яке запровадили 2016 року з ухваленням Закону України «Про наукову і науково-технічну діяльність». З 26 науковців Центру проголосувало 24, вони голосували в Києві й на станції в Антарктиді. За підсумками таємного голосування за Євгена Дикого віддали 23 голоси за, один голос — проти.

## Громадська та політична діяльність
З 1989 року член Української Гельсінської спілки, з 1990 року — активіст Української студентської спілки.
У січні 1991 року очолив Український добровольчий студентський загін у Литві, коли у Вільнюсі радянське керівництво силою спробувало повернути республіку до складу СРСР.
1995 року брав участь у російсько-чеченській війні як волонтер та керівник гуманітарної місії.
Був першим головою Студентського парламенту КНУ.
З 1994 до 2001 року працював виконавчим директором ГО «Український комітет „Гельсінки-90“».
У 2006 році був членом Громадянської партії «Пора», балотувався на парламентських виборах 2006 року за списком Громадянського блоку «Пора—ПРП» під номером 60, але не був обраний. Був помічником народного депутата Верховної Ради 8-го скликання Андрія Левуса.
Експерт Міжнародного інституту демократій. Сфери експертизи: екологія, сталий розвиток, менеджмент науки та вищої освіти, міжетнічні конфлікти та локальні війни в колишньому СРСР, права людини.
Член Правління всеукраїнської Координаційної ради ветеранів АТО та Товариства ветеранів АТО.

На початку 2024 року викликав медійну увагу й суспільний осуд своїм інтерв'ю виданню «Новинарня», де погрожував знищувати «ухилянтів» (цивільних громадян, які ухиляються від вступу до лав ЗСУ), якщо вони почнуть «організовуватись»: 
 Пізніше в інтерв'ю він запевнив ведучу, що розуміє незаконність такої «зачистки».

## Праці
- Н. С. Костенко, Є. О. Дикий, О. А. Заклецький. Просторовий розподіл та зміни донної рослинності Карадазького природного заповідника [Архівовано 31 березня 2022 у Wayback Machine.] // Укр. ботан. журн. — 2006. — 63, № 2. — С. 243—251
- Н. С. Костенко, Є. О. Дикий, О. А. Заклецький. Сучасний стан макрофітобентосу шельфових зон Чорного моря (Південно-Східний Крим) // Гидробиологический журнал. — 2006. — С. 48-54
- М. С. Комісарова, І. Г. Ємельянов, Є. О. Дикий. структура та екологічна роль масових видів молюсків на шельфі острова Зміїний // Доп. НАН України. — 2011. — № 7. — С. 188—192
- Elena Stoica, Mariia Pavlovska, Evgen Dykyi, Konstantinos Kormas. Next generation sequencing-based approaches to characterize microbial pathogenic community and their potential relation to the Black Sea ecosystem status. [Архівовано 22 травня 2021 у Wayback Machine.] // 2018
- Ievgeniia Prekrasna, Mariia Pavlovska, Artem Dzhulai, Evgen Dykyi. Diversity, structure and functions of Antarctic vascular plant rhizosphere microbiomes from the central maritime Antarctic. [Архівовано 22 травня 2021 у Wayback Machine.] // 2020
- Ievgeniia Prekrasna, Mariia Pavlovska, Artem Dzhulai, Evgen Dykyi. The interplay of bacterioplankton and phytoplankton communities in the course of summer phytoplankton bloom in Argentine islands region. [Архівовано 22 травня 2021 у Wayback Machine.] // 2020
- Mariia Pavlovska, Ievgeniia Prekrasna, Ivan Parnikoza, Evgen Dykyi. Soil Sample Preservation Strategy Affects the Microbial Community Structure. [Архівовано 22 травня 2021 у Wayback Machine.] // 2021
- Yan Zhang, Mariia Pavlovska, Elena Stoica, Ievgeniia Prekrasna, Jianghua Yang, Jaroslav Slobodnik, Xiaowei Zhang, Evgen Dykyi Holistic pelagic biodiversity monitoring of the Black Sea via eDNA metabarcoding approach: From bacteria to marine mammals. [Архівовано 22 травня 2021 у Wayback Machine.] // 2020
- Mariia Pavlovska, Ievgeniia Prekrasna, Evgen Dykyi, Andrii Zotov, Artem Dzhulai, Alina Frolova, Jaroslav Slobodnik, Elena Stoica. Niche partitioning of bacterial communities along the stratified water column in the Black Sea[21]
- Євген Дикий, Гібридна війна РФ в Україні: досвід для Балтії [Архівовано 21 квітня 2018 у Wayback Machine.](англ.) // Вільнюс, — 2016. ISBN 978-609-8074-49-9

## Нагороди, відзнаки та визнання
- Орден «За заслуги» ІІІ ступеня (05.02.2021) — за визначний особистий внесок у здійснення наукової діяльності в Антарктиці та з нагоди 25-річчя української антарктичної станції «Академік Вернадський».[22]
- Орден «За мужність» ІІІ ступеня (21.11.2018) — за громадянську мужність, самовіддане відстоювання конституційних засад демократії, прав і свобод людини, виявлені під час Революції Гідності, особисті заслуги у захисті державного суверенітету та територіальної цілісності України.[23]
- Медаль «Захиснику Вітчизни»[3]
- Пам'ятний знак «За воїнську доблесть»[3]
- Медаль «Доброволець АТО»[24]
- Медаль Пам'яті 13 січня (09.01.2020) — громадянам Литви та України з нагоди медалі пам'яті 13 січня та з нагоди Дня захисників свободи 1991 року. У січні—вересні вони активно захищали свободу та незалежність Литви, захищали спокій суспільства та здоров'я людей.[25][26]
- Медаль «Už pasižymėjimą» (Медаль заслуги Литовського війська)[27]
- Медаль "«Nepriklausomybės gynėju» (Медаль Союзу захисників незалежності Литви)[28]
- У рейтингу «100 найвпливовіших українців» 2019 року від журналу «Фокус» посів 95 місце.[29]

### Інтерв'ю
- Северин Наливайко, «Приток нових членів — по експоненті» [Архівовано 7 лютого 2018 у Wayback Machine.] // Збруч, 4 вересня 2014
- В'ячеслав Шрамович, Екс-«айдарівець» Дикий: Україна для Росії — як Афганістан для СРСР [Архівовано 18 липня 2018 у Wayback Machine.] // BBC News Україна, 20 лютого 2015
- Анна Балакир, «Ніколи звідси не звалю. Я достатньо доклався до ремонту своєї країни і нею не поступлюся» [Архівовано 29 травня 2019 у Wayback Machine.] // Країна (журнал), 20 лютого 2019
- Ольга Скороход, Ще одна станція в Антарктиді, нова база в Арктиці та відновлення флоту — це оптимальна полярна програма для України [Архівовано 13 вересня 2019 у Wayback Machine.] // Цензор.нет, 29 квітня 2019
- Ирина Ромалийская, Ветеран Донбасса о войне и переговорах с РФ: "Трудно воевать, когда за спиной истерика «Договаривайтесь на любых условиях!» [Архівовано 31 березня 2022 у Wayback Machine.](рос.) // Настоящее Время, 30 березня 2022